# Liste des titres musicaux numéro un au Royaume-Uni en 1955
Cette page liste les titres classés no 1 des ventes de disques au Royaume-Uni pour l'année 1955 selon The Official Charts Company.
Les classements hebdomadaires sont issus des UK Singles Chart.

## Classement des singles
| №  | Date         | Artiste                                   | Titre                                 | Référence |
| -- | ------------ | ----------------------------------------- | ------------------------------------- | --------- |
| 1  | 7 janvier    | Dickie Valentine (en) with The Stargazers | The Finger of Suspicion               |           |
| 2  | 14 janvier   | Rosemary Clooney                          | Mambo Italiano                        |           |
| 3  | 21 janvier   | Dickie Valentine with The Stargazers      | The Finger of Suspicion               |           |
| 4  | 28 janvier   | Dickie Valentine with The Stargazers      | The Finger of Suspicion               |           |
| 5  | 4 février    | Rosemary Clooney                          | Mambo Italiano                        |           |
| 6  | 11 février   | Rosemary Clooney                          | Mambo Italiano                        |           |
| 7  | 18 février   | Ruby Murray (en)                          | Softly, Softly                        |           |
| 8  | 25 février   | Ruby Murray (en)                          | Softly, Softly                        |           |
| 9  | 4 mars       | Ruby Murray (en)                          | Softly, Softly                        |           |
| 10 | 11 mars      | Tennessee Ernie Ford                      | Give Me Your Word                     |           |
| 11 | 18 mars      | Tennessee Ernie Ford                      | Give Me Your Word                     |           |
| 12 | 25 mars      | Tennessee Ernie Ford                      | Give Me Your Word                     |           |
| 13 | 1er avril    | Tennessee Ernie Ford                      | Give Me Your Word                     |           |
| 14 | 8 avril      | Tennessee Ernie Ford                      | Give Me Your Word                     |           |
| 15 | 15 avril     | Tennessee Ernie Ford                      | Give Me Your Word                     |           |
| 16 | 22 avril     | Tennessee Ernie Ford                      | Give Me Your Word                     |           |
| 17 | 29 avril     | Pérez "Prez" Prado and his Orchestra      | Cherry Pink (and Apple Blossom White) |           |
| 18 | 6 mai        | Pérez "Prez" Prado and his Orchestra      | Cherry Pink (and Apple Blossom White) |           |
| 19 | 13 mai       | Tony Bennett                              | Stranger in Paradise                  |           |
| 20 | 20 mai       | Tony Bennett                              | Stranger in Paradise                  |           |
| 21 | 27 mai       | Eddie Calvert (en)                        | Cherry Pink (and Apple Blossom White) |           |
| 22 | 3 juin       | Eddie Calvert (en)                        | Cherry Pink (and Apple Blossom White) |           |
| 23 | 10 juin      | Eddie Calvert (en)                        | Cherry Pink (and Apple Blossom White) |           |
| 24 | 17 juin      | Eddie Calvert (en)                        | Cherry Pink (and Apple Blossom White) |           |
| 25 | 24 juin      | Jimmy Young                               | Unchained Melody                      |           |
| 26 | 1er juillet  | Jimmy Young                               | Unchained Melody                      |           |
| 27 | 8 juillet    | Jimmy Young                               | Unchained Melody                      |           |
| 28 | 15 juillet   | Alma Cogan                                | Dreamboat                             |           |
| 29 | 22 juillet   | Alma Cogan                                | Dreamboat                             |           |
| 30 | 29 juillet   | Slim Whitman                              | Rose Marie (en)                       |           |
| 31 | 5 août       | Slim Whitman                              | Rose Marie (en)                       |           |
| 32 | 12 août      | Slim Whitman                              | Rose Marie (en)                       |           |
| 33 | 19 août      | Slim Whitman                              | Rose Marie (en)                       |           |
| 34 | 26 août      | Slim Whitman                              | Rose Marie (en)                       |           |
| 35 | 2 septembre  | Slim Whitman                              | Rose Marie (en)                       |           |
| 36 | 9 septembre  | Slim Whitman                              | Rose Marie (en)                       |           |
| 37 | 16 septembre | Slim Whitman                              | Rose Marie (en)                       |           |
| 38 | 23 septembre | Slim Whitman                              | Rose Marie (en)                       |           |
| 39 | 30 septembre | Slim Whitman                              | Rose Marie (en)                       |           |
| 40 | 7 octobre    | Slim Whitman                              | Rose Marie (en)                       |           |
| 41 | 14 octobre   | Jimmy Young                               | The Man from Laramie                  |           |
| 42 | 21 octobre   | Jimmy Young                               | The Man from Laramie                  |           |
| 43 | 28 octobre   | Jimmy Young                               | The Man from Laramie                  |           |
| 44 | 4 novembre   | Jimmy Young                               | The Man from Laramie                  |           |
| 45 | 11 novembre  | The Johnston Brothers (en)                | Hernando's Hideaway                   |           |
| 46 | 18 novembre  | The Johnston Brothers (en)                | Hernando's Hideaway                   |           |
| 47 | 25 novembre  | Bill Haley and His Comets                 | Rock Around the Clock                 |           |
| 48 | 2 décembre   | Bill Haley and His Comets                 | Rock Around the Clock                 |           |
| 49 | 9 décembre   | Bill Haley and His Comets                 | Rock Around the Clock                 |           |
| 50 | 16 décembre  | Dickie Valentine (en)                     | Christmas Alphabet                    |           |
| 51 | 23 décembre  | Dickie Valentine (en)                     | Christmas Alphabet                    |           |
| 52 | 30 décembre  | Dickie Valentine (en)                     | Christmas Alphabet                    |           |

## Meilleure vente de singles de l'année
- Slim Whitman - Rose Marie[1]